# Cubo de la Solana
Cubo de la Solana è un comune spagnolo di 244 abitanti situato nella comunità autonoma di Castiglia e León.

## Storia
Cubo de la Solana fu abitato almeno dal periodo celtibero, essendo stati ritrovati una fortificazione e una necropoli a Los Castillejos e altri resti a Los Cantos. Più avanti, una strada romana che attraversava il Duero passava per la zona; inoltre è stata documentata una villa romana a Las Casillas.
Durante la dominazione araba, fu terra di frontiera fra territori cristiani e musulmani; a questo periodo risala la torre di Torrejalba.
Il conte di Gomara costruì qui la sua Casa-Palazzo (XIV secolo).